# Paso Futaleufú
El Paso Internacional Río Futaleufú es un paso fronterizo entre la República Argentina (Provincia del Chubut) y la República de Chile (X Región de Los Lagos). Es uno de los principales pasos de Chubut y de los Andes sureños y comunica a ambos países, a través de servicio de transporte de pasajeros terrestre, partiendo desde la ciudad de Esquel , pasando por la localidad de Trevelin, Paraje Los Cipreses, hasta arribar al citado Paso Internacional, haciendo trasbordo en un minibus (tipo trafic), continuando viaje con destino a la localidad de Futaleufú.
Está abierto de 08:00 a 18:00. Está ubicado a 335 m s. n. m. Las asistencias policiales más cercanas son: Tenencia de Carabineros "El Límite" (F) (en Chile), distante a 100 m del paso y Escuadrón 36 Esquel (en Argentina). Desde Argentina se accede al paso por la Ruta Nacional 259 y desde Chile por Ruta Internacional CH-231. Este paso está controlado en el lado chileno por el Servicio Nacional de Aduanas y el lado argentino por Gendarmería Nacional Argentina.
Futaleufú en mapudungún significa Gran Río o Río grande.

## Distancias en kilómetros desde el Paso Futaleufú
Las localidades más cercanas al paso son:
- Futaleufú, distante a 10 kilómetros del paso fronterizo.
- Los Cipreses, distante a 11 kilómetros del paso fronterizo.

Distancias a ciudades chilenas y argentinas:
- Trevelin, distante a 39 kilómetros del paso fronterizo.
- Palena, distante a 58 kilómetros del paso fronterizo.
- Esquel, distante a 64 kilómetros del paso fronterizo.
- Chaitén, distante a 166 kilómetros del paso fronterizo.

## Geografía y medio ambiente
- Altitud: 335 m s. n. m.
- Relieve: Montañoso
- Clima: Seco con viento casi permanente
- Temperatura extrema en verano: 28º
- Temperatura extrema en invierno: -10